# ドルヒユ族

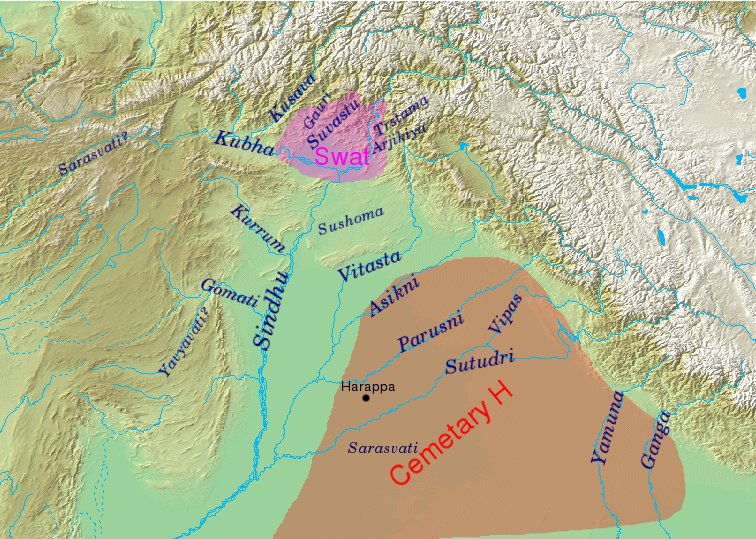
十王戦争の戦場となった五河地方（パンジャーブ）

ドルヒユ族（サンスクリット語 द्रुह्यु Druhyu）は、古代インドの宗教文献『リグ・ヴェーダ』に言及される部族のひとつ。十王戦争に、プール族をはじめとする十王軍のひとつとして参戦し、スダース王率いるトリツ族・バラタ族軍に敗れた。

## 活動範囲
インドの北西部、特にガンダーラ地方にいた部族とする説が有力である。叙事詩やプラーナは揃って、ドルヒユ族がいた場所を「北方」と述べている。「ドルヒユ族は、シンドゥ七大河地方から追い出され、ガンダラ王の時に北西部に住みつき、その地はガンダーラと呼ばれるようになった。さらに後代には、プラチェータス王の王子たちが、北方に定住するようになった。」と、プラーナには述べられている。
- プラーナとは、具体的に、『バーガヴァタ・プラーナ』（9.23）、『ヴィシュヌ・プラーナ』（4.17）、『ヴァーユ・プラーナ』（99）、『ブラフマーンダ・プラーナ』（3.74）、『マツヤ・プラーナ』（48）である。
- 『ヴィシュヌ・プラーナ』では具体的に、ガンダーラ、アラッタ、セートゥにいた、と説明している。
- 『リグ・ヴェーダ』を根拠としてドリフユ族をガンダーラと結びつける説もある（1.126.7）。

## インド神話
『マハーバーラタ』の神話においては、ドルヒユというひとりの人物に擬人化されている。同じくプール族はプールに、アヌ族はアヌに、ドルヒユの兄弟として擬人化されている。